# Supergirl (film)
Pour les articles homonymes, voir Supergirl.
Ne doit pas être confondu avec Supergirl (film, 2026).
Pour plus de détails, voir Fiche technique et Distribution.
Supergirl est un film de science-fiction britanno-américain réalisé par Jeannot Szwarc et sorti en 1984.
Il s'agit d'une adaptation cinématographique du personnage de DC Comics Supergirl, la cousine de Superman.

## Synopsis
Argonville, une cité kryptonienne qui a été transportée dans l'espace du dedans, un univers de poche, peu après la destruction de Krypton, a perdu sa principale source d’énergie, l’omégaèdre, par la faute de la jeune Kara Zor-El. Celle-ci traverse la chute binaire qui mène de l'espace du dedans au grand espace et vient sur la Terre pour récupérer cette boule magique créée par Zaltar et tombée entre-temps aux mains de la sorcière Selena, qui veut utiliser sa puissance pour dominer le monde.
En attendant de pouvoir localiser l'omégaèdre, Kara s'intègre aux humains en s'inscrivant au collège sous le nom de Linda Lee. Peu après, Selena cherche à enlever un jeune homme du nom d'Ethan, afin qu'il tombe amoureux d'elle. C'est alors que Kara se change en Supergirl et le sauve.
Le soir-même, Kara parvient à repérer la trace de l'omégaèdre. Arrivée à destination, elle est surprise par Ethan, qui est tombé amoureux et l'a suivie. C'est à ce moment que Selena surgit et use de ses pouvoirs contre Supergirl, mais celle-ci parvient à la contrer et s'échappe en compagnie d'Ethan. C'est sans compter sur la persévérance de Selena, qui s'associe à Nigel, son ancien maître en sorcellerie et parvient avec son aide à téléporter Ethan auprès d'elle. Supergirl se précipite alors pour le secourir, mais Selena parvient à la bannir dans la zone fantôme, une dimension dont nul n'a jamais pu s'échapper. Débarrassée de son ennemie et de Nigel, qu'elle a emprisonnée, elle déchaîne ses pouvoirs et assoit son autorité sur toute la ville.
Dans la zone fantôme, Kara retrouve Zaltar, qui après la perte de l'omégaédre avait choisi de s'exiler. Ayant été la personne qui transporta Argonville dans son univers de poche, Zaltar a trouvé un moyen de s'échapper. Ils décident tous deux de rejoindre la Terre, mais seule Kara réussit. Selena, exaspérée de constater le retour de son ennemie, invoque alors un démon, mais Kara parvient à le tromper et le démon se venge en dévorant Selena. Kara envoie ensuite le démon dans la zone fantôme, et la paix revient sur Terre.
Après avoir fait ses adieux à Ethan, Supergirl s'envole et ramène l'omégaèdre à Argonville.

## Fiche technique
Sauf indication contraire, les informations mentionnées dans cette section peuvent être confirmées par la base de données cinématographiques IMDb,  présente dans la section « Liens externes ».
- Titre original et français : Supergirl
- Réalisation : Jeannot Szwarc
- Scénario : David Odell, d'après le personnage créé par Otto Binder et Al Plastino
- Musique : Jerry Goldsmith
- Direction artistique : Terry Ackland-Snow et Charles Bishop
- Décors : Richard Macdonald
- Costumes : Emma Porteous
- Photographie : Alan Hume
- Son : Derek Ball, Bruce Botnick, Robin Gregory
- Montage : Malcolm Cooke
- Production : Timothy Burrill
  - Production déléguée : Ilya Salkind
- Sociétés de production[1] :
  - Royaume-Uni : Cantharus Productions, Robert Fleming Leasing Limited, St. Michael Finance Limited et Investors In Industry PLC
  - États-Unis : Artistry Limited et Major Studio Partners
  - Suisse : Pueblo Film AG Productions[2]
- Sociétés de distribution : Tristar Pictures (États-Unis), Columbia-EMI-Warner Distributors (Royaume-Uni), Canal+ Droits Audiovisuels (France)
- Budget : 42 millions de $[3]
- Pays de production :  Royaume-Uni,  États-Unis
- Langue originale : anglais
- Format[4] : couleur (Rankcolor)
  - 35 mm - 2,35:1 (Cinémascope) - son Dolby
  - 70 mm - 2,20:1 (Panavision 70) - son 70 mm 6-Track
- Genre : science-fiction, aventures, action, super-héros
- Durée : 110 minutes (version cinéma) ; 124 minutes (version Director's Cut)
- Dates de sortie[5] :
  - Royaume-Uni : 19 juillet 1984
  - France : 10 octobre 1984
  - Canada : 24 octobre 1984
  - États-Unis : 21 novembre 1984
- Classification[6] :
  - États-Unis : des scènes peuvent heurter les enfants - accord parental souhaitable (PG - Parental Guidance Suggested)
  - Royaume-Uni : interdit aux moins de 12 ans (12 - Suitable for 12 years and over)[7]
  - France : tous publics (conseillé à partir de 8 ans)[8],[9]
  - Canada : certaines scènes peuvent heurter les enfants - accord parental souhaitable (PG - Parental Guidance)

## Distribution
Légende : 1er doublage (version cinéma, VHS et Blu-Ray, 1984) / 2e doublage (version director's cut, 2006).
- Helen Slater (VF : Emmanuèle Bondeville ; Karine Foviau) : Kara Zor-El / Linda Lee / Supergirl
- Faye Dunaway (VF : Perrette Pradier ; Véronique Augereau) : Selena
- Brenda Vaccaro (VF : Micheline Dax ; Michèle Bardollet) : Bianca
- Peter Cook (VF : Robert Party ; Patrick Préjean) : Nigel
- Hart Bochner (VF : Dominique Collignon-Maurin ; Thierry Ragueneau) : Ethan
- Peter O'Toole (VF : Gabriel Cattand ; Philippe Catoire) : Zaltar
- Mia Farrow (VF : Anne Jolivet ; Valérie Siclay) : Alura
- Simon Ward (VF : René Roussel ; Thierry Kazazian) : Zor-El
- Marc McClure (VF : Éric Legrand ; Vincent de Bouard) : Jimmy Olsen
- Maureen Teefy (VF : Françoise Dasque ; Véronique Soufflet) : Lucy Lane
- David Healy (VF : Michel Gudin ; Thierry Murzeau) : M. Danvers
- Robyn Mandell : Myra
- Jennifer Landor : Muffy
- Diana Ricardo : Mme Murray
- Matt Frewer (VF : Daniel Russo ; Thierry Kazazian) : Eddie
- Bill McAllister (VF : Raoul Delfosse ; Jean-Pierre Moulin) : Billy

## Production
Supergirl est sorti en 1984, entre Superman 3 et Superman 4. À la suite du succès des récentes aventures de Superman au cinéma, DC Comics et les productions Salkind souhaitaient exploiter le filon avec son homologue féminin Supergirl, la cousine de Superman. Ayant obtenu les droits de Superman pour produire les trois premiers films, Alexander Salkind et son fils, Ilya Salkind, avaient également obtenu les droits de Supergirl, dans le but d'exploiter encore plus largement l'univers du héros à l'écran. Le film Supergirl est un spin-off de la série des films Superman avec Christopher Reeve qui devait lui-même apparaître brièvement dans le film pour assurer le lien entre la série principale et le spin-off. Superman devait accueillir sa cousine sur Terre mais l'acteur refusa le rôle au dernier moment[réf. nécessaire].
Le film est réalisé par le réalisateur franco-américain Jeannot Szwarc.
Helen Slater joue le rôle-titre dans ce film où elle obtient son premier rôle principal au cinéma, tandis que Faye Dunaway joue la méchante principale, la sorcière Selena ; c'est elle qui reçoit le plus gros cachet pour jouer dans le film, ce qui explique que son nom apparaisse en premier dans le générique devant celui d'Helen Slater. Le rôle de Lucy Lane, la sœur de Lois Lane est tenu par Maureen Teefy. En dépit du faible résultat du film au box-office, Helen Slater est nommée pour un Saturn Award[réf. nécessaire].
À part quelques allusions dans le dialogue au lien de parenté de Kara (Helen Slater) avec Kal El, seul l'acteur Marc McClure, qui reprend son rôle de photographe Jimmy Olsen, assure un lien direct avec la série des Superman.
Robert Wise (réalisateur) , Brooke Shields (rôle de Supergirl) et Dolly Parton (rôle de méchante) étaient les premiers choix des producteurs.
Demi Moore a participé à l'audition et devait jouer un rôle dans le film (la colocataire de Supergirl) mais, au même moment, elle a dû partir au Brésil pour tourner La Faute à Rio.
Le tournage a entièrement lieu à Londres, notamment aux studios de Pinewood et au Black Park à Wexham dans le comté du Buckinghamshire.

## Accueil
Bien qu'une suite était prévue en cas de succès, les faibles recettes consécutives de Superman 3 et Supergirl ont conduit à l'abandon du projet Supergirl 2[réf. nécessaire].

## Distinctions

### Nominations
- Prix Razzie 1985 :
  - Pire acteur pour Peter O'Toole,
  - Pire actrice pour Faye Dunaway.
- Académie des films de science-fiction, fantastique et d'horreur - Prix Saturn 1985 : Meilleure actrice pour Helen Slater.

## Autour du film
Peu de temps après la sortie du film, en 1985, le personnage de Supergirl mourut au cours de la saga Crisis on Infinite Earths.
Le réalisateur Jeannot Szwarc a plus tard réalisé des épisodes de la série Smallville, narrant la jeunesse de Clark Kent, au cours de laquelle apparaît le personnage de Kara, interprétée par Laura Vandervoort. Helen Slater apparaît dans la septième saison de Smallville pour interpréter le rôle de Lara-El, la mère kryptonienne de Kal-El (Clark Kent / Superman).
Helen Slater apparaît de manière récurrente dans la série Supergirl, où elle interprète la mère adoptive de Kara.